# Prvenstvo Hrvatske u boćanju 1991.
Prvo prventvo Hrvatske u boćanju, odigrano 1991. godine je osvojila Nada iz Splita.

## Prva liga

### Skupina A
| mj. | klub                              |
| --- | --------------------------------- |
| 1.  | Zrinjevac – Hortikultura (Zagreb) |
| 2.  | Istra (Poreč)                     |
| 3.  | Rikard Benčić (Rijeka)            |
| 4.  | Pazinka (Pazin)                   |

### Skupina B
| mj. | klub             |
| --- | ---------------- |
| 1.  | Nada (Split)     |
| 2.  | Gorčina (Omiš)   |
| 3.  | Orkan (Dugi Rat) |
| 4.  | Split II (Split) |

### Za prvaka
| klub1                             | rez.      | klub2        |
| --------------------------------- | --------- | ------------ |
| Zrinjevac – Hortikultura (Zagreb) | 8:9, 7:10 | Nada (Split) |

## Druga liga

### Jug
1. Cavtat (Cavtat)
2. Hoteli Makarska (Makarska)
3. SDK (Split)
4. Amfora (Hvar)
5. Rijeka DBK (Rijeka)
6. Brodosplit (Split)
7. Elektrocetina (Omiš)
8. Elektrodalmacija (Split)

### Sjever
1. Zagreb (Zagreb)
2. Industrogradnja (Zagreb)
3. Hajduk (Zagreb)
4. Dubrava (Zagreb)

### Zapad
1. PPK - Puris (Pazin)
2. Krnjevo (Rijeka)
3. Pula (Pula)
4. Turnić (Rijeka)
5. Lučki Radnik (Rijeka)
6. Trsat (Rijeka)
7. Vodnjan (Vodnjan)
8. Drenova (Rijeka)

## Međuregionalna liga

### Sjever
1. Zrinjevac (Zagreb)
2. Dugave (Zagreb)
3. Siget – Osvit (Zagreb)
4. Novi Zagreb (Zagreb)
5. Luka (Sesvete)
6. SDK (Zagreb)
7. Dubec (Zagreb)
8. Špansko (Zagreb)
9. Prečko (Zagreb)

### Zapadd
1. Vežica (Rijeka)
2. Srdoči (Rijeka)
3. Olimpija (Pula)
4. Brajda (Rijeka)
5. Svilno (Rijeka)
6. Rovinj (Rovinj)
7. Lovran (Lovran)
8. Umag (Umag)
9. Uljanik (Pula)
10. Gennari (Rijeka)
11. Opatija (Opatija)
12. INA Delta (Rijeka)